# Max Jakob Friedländer
Pour les articles homonymes, voir Friedländer.
Max Jakob Friedländer, né le 5 juillet 1867 à Berlin, mort le 11 octobre 1958  à Amsterdam, est un expert en art (Kunstwissenschaftler) et un historien de l'art (Kunsthistoriker). Il est renommé pour ses travaux sur les primitifs flamands, auxquels il a consacré l'importante monographie Die altniederländische Malerei en 14 volumes dont la publication s'étend de 1924 à 1937 et qui a été traduite en anglais.

## Biographie
Max Jakob Friedländer est issu d'une famille d'origine juive de banquiers et de négociants en pierres précieuses. Après des études d'histoire de l'art à Berlin et à Vienne, il débute comme stagiaire, puis devient directeur du cabinet royal des estampes (Kupferstichkabinett) de Berlin.
De 1896 à 1933, il travaille à la Gemäldegalerie de Berlin ; il en devient directeur en 1924, et cumule cette charge avec la charge de directeur du cabinet d'estampes de 1908 à 1930. Sa retraite en 1933 coïncide avec l'arrivée au pouvoir des nationaux-socialistes et l'interdiction d'employer des juifs dans des établissements publics. Il quitte le musée et continue de travailler comme expert pour des marchands d'art allemands ou étrangers. En 1939, il quitte l’Allemagne pour les Pays-Bas. Lors de l’occupation allemande des Pays-Bas, il jouit d'une protection personnelle de Hermann Göring, grand amateur et collectionneur d'art, qui profite de son expertise. Durant toute l'occupation il sera régulièrement menacé. Sa survie est d'autant plus exceptionnelle  compte tenu du contexte néerlandais où les déportations furent massives.

## Travaux scientifiques
On doit à Friedländer l'identification de nombreux peintres et tableaux de maîtres anonymes flamands. Pour désigner les artistes dont on ne connaît pas le nom, il emploie des noms de convention ou nom d'emprunt (le mot allemand « Notname » (littéralement nom de secours) s'est répandu aussi dans les pays anglophones). Il parle ainsi du « Maître à la vue de Sainte-Gudule », du « Maître du Saint-Sang » et de beaucoup d'autres. Une étude empirique montre que les maîtres à nom de convention créés par Max J. Friedländer ont tendance à être plus valorisés lors de ventes aux enchères.

## Œuvres littéraires
- Meisterwerke der niederländischen Malerei des XV. u. XVI. Jahrhunderts auf der Ausstellung zu Brügge 1902, Munich, F. Bruckmann, 1903 (« Chefs-d'œuvre de peinture hollandaise des XVe et XVIe siècles à l'exposition de Bruges 1902 »).
- Von Eyck bis Bruegel: Studien zur Geschichte der niederländischen Malerei, Berlin, J. Bard, 1916 (« De van Eyck à Bruegel. Études sur l'histoire de la peinture des Pays-Bas »). Traduction anglaise From Van Eyck to Bruegel, Early Netherlandish Painting. New York, Phaidon Publishers, 1956.
- A. Dürer, 1923
- Die altniederländische Malerei, 14 vol., Berlin, Cassirer, 1924-37 (« La peinture des anciens Pays-Bas »). Traduction anglaise Early Netherlandish Painting, 16 vol. Leyden, A. W. Sijthoff, 1967–1976.
  - Volume 1 : Die Van Eyck, Petrus Christus 1924, 170 pages et 71 planches.
  - Volume 2 : Rogier van der Weyden und der Meister von Flemalle 1924, 152 pages et 79 planches.
  - Volume 3 : Dierick Bouts und Joos van Gent 1925, 144 pages et 93 planches.
  - Volume 4 : Hugo van der Goes 1934, 165 pages.
  - Volume 5 : Geertgen van Haarlem und Hieronymus Bosch 1934, 168 pages et 78 planches.
  - Volume 6 : Memling und Gerard David 1934, 179 pages et 51 planches.
  - Volume 7 : Quentin Massys 1934, 198 pages.
  - Volume 8 : Jan Gossart, Bernart van Orley 1930, 198 pages et 97 planches.
  - Volume 9 : Joos van Cleve, Jan Provost, Joachim Patenier 1934, 188 pages et 53 planches.
  - Volume 10 : Lucas van Leyden und andre holländische Meister seiner Zeit 1934, 152 pages et 94 planches.
  - Volume 11 : Die Antwerper Manieristen, Adrian Ysenbrant 1934, 94 pages et 95 planches.
  - Volume 12 : Pieter Coeck, Jan van Scorel 1935, 170 pages et 95 planches.
  - Volume 13 : Anthonis Mor und seine Zeitgenossen 1936, 203 pages et 94 planches.
  - Volume 14 : Pieter Bruegel und Nachträge zu den früheren Bänden 1937, 153 pages et 34 planches.

Certains de ces volumes ont fait l'objet de réimpressions par Cassirer dans les années 1930. La totalité a été imprimée par A. W. Sijthoff dans les années 1934-1937, en allemand. En plus de la traduction anglaise, une réimpression a été faite, en allemand, après la Seconde Guerre mondiale.
- (de) Echt und unecht: aus den Erfahrungen des Kunstkenners [« Authentique et faux : de l'expérience d'un connaisseur de l’art »], Berlin, B. Cassirer, 1929.
- Von Kunst und Kennerschaft, 1946 (« De l'art et du connaisseur »). Traduction anglaise On Art and Connoisseurship, Londres 1942, parution avant l'édition en langue allemande.
- Essays über die Landschaftsmalerei, 1947 (« Essais sur la peinture de paysage »). Traduction anglaise Landscape, Portrait, Still-life: their Origin and Development, Oxford, B. Cassirer, 1949

## Honneurs
- 1953 : Ordre du Mérite de la République fédérale d'Allemagne